# Harald Malmberg (militär)
Erik Emil Harald Malmberg, född 26 oktober 1879 i Tryserums församling, Kalmar län, död 2 januari 1948 i Skövde, Skaraborgs län, var en svensk militär (generalmajor) och högerpolitiker. Han var försvarsminister 1928-1930.
Malmberg studerade 1905-1907 vid krigshögskolan. Han var generalstabsofficer i 1. arméfördelningens stab 1911-1914, lärare vid Krigshögskolan 1915–1919, avdelningschef vid generalstabens organisationsavdelning 1921–1924, chef för Krigshögskolan 1926-1930. Malmberg befordrades till överstelöjtnant i generalstaben 1926 och till överste i armén 1929. Han var försvarsminister i Arvid Lindmans andra regering från 2 oktober 1928 till 7 juni 1930, då han avgick samtidigt som övriga statsråd. Malmberg var  chef för Bohusläns regemente 1930–1936, brigadchef vid Västra arméfördelningen 1936–1937, generalmajor och militärområdesbefälhavare i Västra militärområdet 1937–1942 samt inspektör för lokalförsvaret i III. militärområdet 1942–1944. Han invaldes 1926 i Krigsvetenskapsakademien. Malmberg  blev riddare av Svärdsorden 1922 och av Vasaorden 1925 samt kommendör av första klassen av Svärdsorden 1929 och kommendör med stora korset 1945. Han var ledamot av Skövde stadsfullmäktige från 1939.